# Janoš Mesaroš
Janoš Mesaroš (Novi Bečej, 30. januara 1943) jugoslovenski i srpski je slikar naivne umetnosti.

## Biografija slikara Janoša Mesaroša
Rođen je 30. januara 1943.god. u Novom Bečeju u slovačkoj porodici. Slikarstvom je počeo da se bavi 1970. god. kada se pridružio grupi “Selo”. "Slike Janoša Mesaroša nikoga ne mogu da ostave ravnodušnim. Ovaj svetski poznati umetnik, ljubitelj konja i života u panonskoj ravnici, veoma je plodan slikar. Imao je, širom sveta, oko 270 samostalnih izložbi na kojima se predstavio sa više od 7.000 slika!" Janoš Mesaroš je u sebi prepoznao slikara tek kad je, zbog teške povrede kičme, bio prinuđen da napusti profesionalno igranje fudbala. Bilo je to 1969.god. kad je imao 26 godina. Oksford ga je uvrstio, zbog svojih izuzetnih ostvarenja i dostignuća u oblasti umetnosti i slikarstva, u svoju knjigu poznatih i priznatih građana Srbije. Danas živi, radi i stvara u Beogradu.

## Kritike
Na scenu naše naivne umetnosti Janoš Mesaroš se uključuje tokom ranih godina proteklog veka. Mladi i talentovani umetnik je tada bio član grupe naivnih umetnika Selo koju je u Novom Bečeju oformio Dragiša Bunjevački. Uz Bunjevačkog, svakako jednog od najzanimljivijih naivnih umetnika u nas, radili su Milića i Milivoj Mirić, Svetozar Kiselički, Tivadar Košut i Janoš Mesaroš.
Ova odrednica je veoma bitna za razumevanje ranih radova Janoša Mesaroša. Jer, mladi umetnik potpada pod koncepcijska obeležja tada modernih “škola” ili “krugova” naive a, kako to ispravno zaključuje Koviljka Smiljković, “Bunjevački je na mladog slikara više uticao svojim stavom i odnosom prema životu i umetnosti nego u formiranju njegovog likovnog identiteta”. U Mesaroševim ranim radovima vidljivo je interesovanje da se motivom prepoznaju i zabeleške scene svakodnevnog seoskog života. Istovremeno, mladi slikar nastoji da uravnoteži odnos sadržaja i forme, da iznađe adekvatan način pikturalne realizacije, da dopre do vlastitog karakterističnog likovnog iskaza.
Tokom poznih sedamdesetih i početkom osamdesetih godina u Mesarošovom opusu se javljaju specifični motivi vojvođanskih pejzaža u kojima se svojevrsni “isečci” ravnice, poput letećih ćilima uzdižu u nebo. Ti fragmenti plodnog, travnatog, cvetnog tla, u slici dobijaju izgled svojevrsnog simbola “čiste”, izdvojene i sačuvane izvorne lepote prirode. Na jedan poetičan način slikar stvarao apoteozu vojvođanskoj ravnici. U njegovim slikama se javlja jedna zasebna, suptilna i sasvim pitka doza slikarskog nadrealizma koja koja će tim ostvarenjima dati osobenu privlačnost. Treba istaći i osobenu jasnoću Mesaroševih pejzažnih prizora. Jasnoća naslikanih prizora je proistekla iz preciznog interpretiranja vlastite likovne misli ali i iz sugestivnog utiska da tim motivima “struji vazduh”. Istovremeno, jasnim, zvonkim i čistim koloritom umetnik ostvaruje karakterističnu i jedinstvenu pikturalnu atmosferu svojih slika. Nastale krajem dvadesetog i početkom neizvesnog dvadesetprvog veka, ovakve Mesaroševe slike, međutim, imaju i drugačiji prizvuk. U njima je moguće prepoznati čak angažovani stav i značenje jer objavljuju umetnikovu svest o ekološkoj ugroženosti, o potrebi zaštite životne sredine kao jedne od primarnih civilizacijskih problematika. Istovremeno, uz to izdvajanje fragmenata pejzaža, ti prikazi razdvajanja, rastakanja i raspadanja tla imaju i drugačije metaforičke potencijale. Nije li takvim slikama ovaj umetnik anticipirao neke od sudbinskih događanja rascepa jedne države, nije li tim naizgled idiličnim viđenjima naslutio sudbinska razdvajanja, udaljavanja, razgraničenja? Svakako se povodom ovih slika treba prisetiti i završnih prizora Kusturičinog “Andergraund-a” pa shvatiti koliko je anticipacijskih podudarnosti u shvatanju određenih događanja u ostvarenjima dva umetnika...
Vladan Desnica je detinjstvo opisao kao “pregršt besmrtnosti” a Miroslav Krleža je jednom zapisao: “A to što smo vidjeli gledajući još na početku našim vlastitim dečijim pogledom, to je sve!” A Antić mi je govorio da se na izlasku iz detinjstva otvaraju vrata koja nas odvode iz života.
Raskošni kolorit Mesarošovih slika, odslikana mašta, promišljanje netrajnosti lepote, samosvojan tematski svet, prepoznatljivost svakako, elementi su ovog slikarstva koji slikara izdvajaju od drugih. Lako ga je prepoznati, lako ga je razumeti, lako ga je zavoleti.
I nova, sada prvi put viđena dela ovog slikara strasti sna radosti, čini se da nemaju ram, da se ne završavaju tamo gde prestaje platno i boja. Postaju deo neomeđenog univerzuma kroz prasak energija na slici. Ovde je susret nebeskih i zemaljskih, sanjanih i doživljenih, željenih i ostvarenih, velikih i malih – tačnije ovo je priča svakog od nas o ravnoteži
i u svemiru, u trajanju u življenju... Sada u triptisima tema, iako svedena i maksimalno pročišćena do jezika simbola, dobija raspevanost, vrisak, krik. Kapija vezuje ovaj i onaj svet, svetlo i tamu, san i javu, ili je samo prolaz iz ovog našeg običnog u ono uzvišeno stanje, koje samo prava umetnost može da podari.
Janoš Mesaroš je Janoš Mesaroš!

## Izložbe
Slikar je imao preko 100 velikih samostalnih izložbi i oko 1000 kolektivnih izložbi u 125 zemalja sveta na svih 5 kontinenata.

## Literatura
- Katalog iz samostalne izložbe Janoša Mesaroša u Galeriji Poljoprivrednog muzeja u Kulpinu, tekst Jan Kižgeci i Vladimir Valentik, štampa Kultura, Bački Petrovac, 2000.

## Spoljašnje veze
- Food Talk 2014! Janoš Mesaroš: Vojvođanski paprikaš je nenadmašan
- Janoš Mesaroš: Za fotografiju su najvažnije dobre cipele
- Iskreno sa Aleksandrom Simić: Janoš Mesaroš otkrio kako se nosi sa teškim trenucima[мртва веза]
- Online Galerija slikara Janoša Mesaroša
- Janoš Mesaroš u ateljeuJanoš Mesaroš
- Janoš Mesaroš Архивирано на веб-сајту  (28. фебруар 2017)
- Hirurg mi iz korena promenio život
- Mesaroš: Nemamo pravo na autogolove